# Lekkoatletyka na Letnich Igrzyskach Olimpijskich 1960 – bieg na 800 m kobiet
Bieg na 800 metrów kobiet podczas XVII Letnich Igrzysk Olimpijskich w Rzymie rozegrano 6 (eliminacje) i 7 września 1960 (finał) na Stadio Olimpico. Konkurencję te rozegrano po raz drugi na igrzyskach olimpijskich; poprzednio miało to miejsce w 1928 w Amsterdamie. Zwyciężczynią została reprezentantka Związku Radzieckiego Ludmiła Szewcowa, która w finale wyrównała własny rekord świata i ustanowiła nowy rekord olimpijski z czasem 2:04,3.

## Rekordy

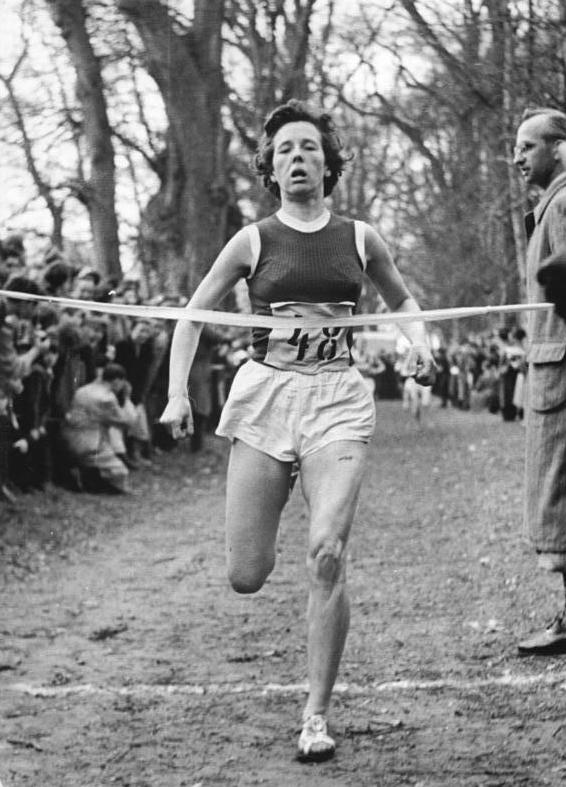
Ursula Donath

|                   | Zawodniczka      | Narodowość | Czas   | Data                 | Miejsce   |
| ----------------- | ---------------- | ---------- | ------ | -------------------- | --------- |
| Rekord świata     | Ludmiła Szewcowa | ZSRR       | 2:04,3 | 3 lipca 1960(dts)    | Moskwa    |
| Rekord olimpijski | Lina Radke       | Niemcy     | 2:16,8 | 2 sierpnia 1928(dts) | Amsterdam |

## Wyniki
| Poz. - pozycja |
| – rekord świata \| – rekord krajowy \| – rekord życiowy \| = – wyrównany rekord życiowy \| · – najlepszy wynik w sezonie \| = – wyrównany najlepszy wynik w sezonie \| – rekord olimpijski |
| Fn – falstart \| DNF – nie ukończyła \| DNS – nie wystartowała \| DSQ – zdyskwalifikowana                                                                                                  |

### Eliminacje
Rozegrano cztery biegi eliminacyjne. Do finału awansowały po dwie najlepsze zawodniczki z każdego biegu (Q) oraz jedna z najlepszym czasem spośród pozostałych (q).

#### Bieg 1
| Poz. | Zawodniczka         | Narodowość       | Rezultat | Uwagi |
| ---- | ------------------- | ---------------- | -------- | ----- |
| 1    | Antje Gleichfeld    | Niemcy           | 2:10,9   | Q,    |
| 2    | Brenda Jones        | Australia        | 2:11,0   | Q     |
| 3    | Zinaida Matistowicz | ZSRR             | 2:11,4   |       |
| 4    | Maryvonne Dupureur  | Francja          | 2:12,3   |       |
| 5    | Diane Charles       | Wielka Brytania  | 2:14,1   |       |
| 6    | Zofia Walasek       | Polska           | 2:16,3   |       |
| 7    | Lee Hak-ja          | Korea Południowa | 2:28,4   |       |
| –    | Cwetana Isaewa      | Bułgaria         | DNS      |       |

#### Bieg 2
| Poz. | Zawodniczka      | Narodowość        | Rezultat | Uwagi |
| ---- | ---------------- | ----------------- | -------- | ----- |
| 1    | Ursula Donath    | Niemcy            | 2:07,8   | Q,    |
| 2    | Beata Żbikowska  | Polska            | 2:09,5   | Q     |
| 3    | Florica Grecescu | Rumunia           | 2:10,0   |       |
| 4    | Olga Kazi        | Węgry             | 2:10,9   |       |
| 5    | Gilda Jannaccone | Włochy            | 2:13,6   |       |
| 6    | Phyllis Perkins  | Wielka Brytania   | 2:15,3   |       |
| –    | Pat Daniels      | Stany Zjednoczone | DSQ      |       |
| –    | Stephie D’Souza  | Indie             | DNS      |       |

#### Bieg 3
| Poz. | Zawodniczka         | Narodowość     | Rezultat | Uwagi |
| ---- | ------------------- | -------------- | -------- | ----- |
| 1    | Ludmiła Szewcowa    | ZSRR           | 2:09,2   | Q     |
| 2    | Gizella Csóka       | Węgry          | 2:09,6   | Q     |
| 3    | Krystyna Nowakowska | Polska         | 2:09,7   |       |
| 4    | Eleanor Haslam      | Kanada         | 2:10,0   | [ 3 ] |
| 5    | Bedřiška Kulhavá    | Czechosłowacja | 2:10,1   |       |
| 6    | Gerda Kraan         | Holandia       | 2:10,6   |       |
| 7    | Nicole Goullieux    | Francja        | 2:13,4   |       |

#### Bieg 4
| Poz. | Zawodniczka         | Narodowość      | Rezultat | Uwagi |
| ---- | ------------------- | --------------- | -------- | ----- |
| 1    | Dixie Willis        | Australia       | 2:05,9   | Q,    |
| 2    | Joy Jordan          | Wielka Brytania | 2:07,2   | Q     |
| 3    | Vera Kummerfeldt    | Niemcy          | 2:07,2   | q     |
| 4    | Jekatierina Parluk  | ZSRR            | 2:07,5   |       |
| 5    | Ine ter Laak-Spijk  | Holandia        | 2:10,2   |       |
| 6    | Gül Çiray           | Turcja          | 2:11,4   |       |
| –    | Sebastiana Alvarado | Meksyk          | DNS      |       |
| –    | Ursula Brodbeck     | Szwajcaria      | DNS      |       |

### Finał
| Poz. | Zawodniczka      | Narodowość      | Rezultat | Uwagi       |
| ---- | ---------------- | --------------- | -------- | ----------- |
| 1    | Ludmiła Szewcowa | ZSRR            | 2:04,3   | =           |
| 2    | Brenda Jones     | Australia       | 2:04,4   | [ 4 ]       |
| 3    | Ursula Donath    | Niemcy          | 2:05,6   | [ 5 ] [ a ] |
| 4    | Vera Kummerfeldt | Niemcy          | 2:05,9   | [ 5 ] [ b ] |
| 5    | Antje Gleichfeld | Niemcy          | 2:06,5   |             |
| 6    | Joy Jordan       | Wielka Brytania | 2:07,8   |             |
| 7    | Gizella Csóka    | Węgry           | 2:08,0   |             |
| 8    | Beata Żbikowska  | Polska          | 2:11,8   |             |
| –    | Dixie Willis     | Australia       | DNF      |             |